# 蓮田兵衛
蓮田 兵衛（はすだ ひょうえ）は、室町時代中期の土豪。寛正の土一揆の首魁。室町期に発生した土一揆（徳政一揆）の指導者として、最も早くに名が知られる人物である。

## 略歴
出自は不明で、『新撰長禄寛正記』は「牢人の地下人」としている。
寛正3年（1462年）9月ごろより京都、続いて奈良で徳政一揆が断続的に蜂起しており、蓮田兵衛は9月11日に蜂起した京都の一揆の大将だった。この一揆は一度沈静化したものの、10月21日に再び蜂起し、諸口を封鎖して東寺を制圧。さらに糺の森に進出して相国寺東門を攻撃し、室町幕府（花の御所）にまで侵入するかの勢いを見せた。
これに対して室町幕府は侍所所司代・多賀高忠、次いで赤松政則ら在京大名に鎮圧を命じた。兵衛は土豪百姓を糾合し一度は赤松勢の攻撃を退けたものの、再度の攻勢によってついに敗走した。一揆衆は離散し、11月2日に兵衛も淀で捕らえられて殺された。2日後に兵衛ら8名の首級が京都に到着し、四塚で獄門に懸けられた。

## 関連作品
小説
- 垣根涼介『室町無頼』（新潮社、2016年）……2025年に映画化。主演の蓮田兵衛役は大泉洋。